# مدیریت دانش اجتماعی
مدیریت دانش اجتماعی
مدیریت دانش اجتماعی یعنی به‌کارگیری تکنیک‌های مختلف مدیریتی در خصوص دانش اجتماعی بین افراد با در نظر گرفتن شعاع اعتماد و ارتباطات خاص در بین آن‌ها یا حتی مؤسسات با در نظر گرفتن ارتباطات متقابل و همفکری و رعایت قانون دانست {۱}.
از دیدگاه لازلو مدیریت دانش اجتماعی به عنوان یک چارچوب مدیریت دانش تعریف می‌شود که به ما امکان می‌دهد محتوا را با استفاده از رسانه‌های اجتماعی و فناوری‌های وب ۲ تغییر دهیم. همچنین مدیریت دانش اجتماعی از دیدگاه اجتماعی به عنوان مدیریت دانش اجتماعی است که هدفش بیشتر توسعه اجتماعی است و نه فقط ترویج مزایای رقابتی برای شرکت‌ها {۲ و ۳} علاوه براین، مدیریت دانش اجتماعی چارچوبی برای یادگیری جمعی و اشاعه دانش از طریق ارتباطات دیجیتالی و همکاری‌های اجتماعی است که با فناوری‌های ایجاد شده به وسیله وب ۲ ارتقا پیدا می‌کند {۴}
مدیریت دانش اجتماعی فرایندی است که از طریق ارتباط و گفتگو میان جمعی از مردم به وقوع می‌پیوندد. این نوع از مدیریت دانش اغلب بر روی سازمان و مردم تمرکز دارد. همچنین به استفاده مناسب از اطلاعاتی که توسط مردم در محیط‌های آنلاین در موضوعات مختلف تولید، انتشار و به اشتراک گذاشته می‌شود {۵}
به‌طور کلی از تعاریف ارائه شده می‌توان دریافت که مدیریت دانش اجتماعی، یعنی استفاده از تکنیک‌های مدیریتی و رسانه‌های اجتماعی برای مدیریت دانش افراد و سازمان‌ها در محیط‌های مختلف اجتماعی جهت یادگیری جمعی و توسعه اجتماعی آنان از طریق اعتماد و برقراری ارتباطات مناسب میان آن‌هاست.